# Zulema Arriola Farfán
Zulema Arriola Farfán (Cusco, 1945) es una política, periodista y relacionista pública peruana. Ha sido elegida 2 veces alcaldesa distrital de Wánchaq en la provincia del Cusco, departamento del Cusco, Perú.

## Biografía
Nació en Wanchaq, Cusco, el 14 de abril de 1945. Hizo sus estudios escolares en la Escuela Fiscal de Wánchaq, y los secundarios en el Colegio Educandas. En 1964 inició sus estudios de periodismo y relaciones públicas en la Universidad Nacional de San Antonio Abad del Cusco titulándose como periodista en 1969. Se desempeñó en el ejercicio de su profesión en el sector privado y público  desde el año 1971 hasta 1992.

## Trayectoria política
Se inicia políticamente en las elecciones de 1993 obteniendo la alcaldía distrital de Wanchaq para el periodo 1993-1995 como parte de la lista independiente "Frente Unido" liderado por el entonces alcalde provincial Daniel Estrada Pérez. Fue  reelecta en las elecciones de 1998 por el movimiento Independiente "Siempre Wanchaq" para el período 1999-2002 obteniendo el 22.562% de los votos.  Tentó la reelección en las elecciones del 2002 quedando en tercer lugar con solo el 9.12% de los votos. En las elecciones del año 2006 y en las del 2010 nuevamente se presentó como candidata al mismo cargo no obteniendolo en ninguna de esas circunstancias. El 2006 quedó quinta con sólo el 5.386% de los votos y el 2010 terminó séptima con el 2.864%. Esta última oportunidad postuló por el partido Perú Posible.
Fue fundadora del movimiento independiente Siempre Wanchaq cuya afiliación fue cancelada en marzo del 2007.